# 上海第一食品商店

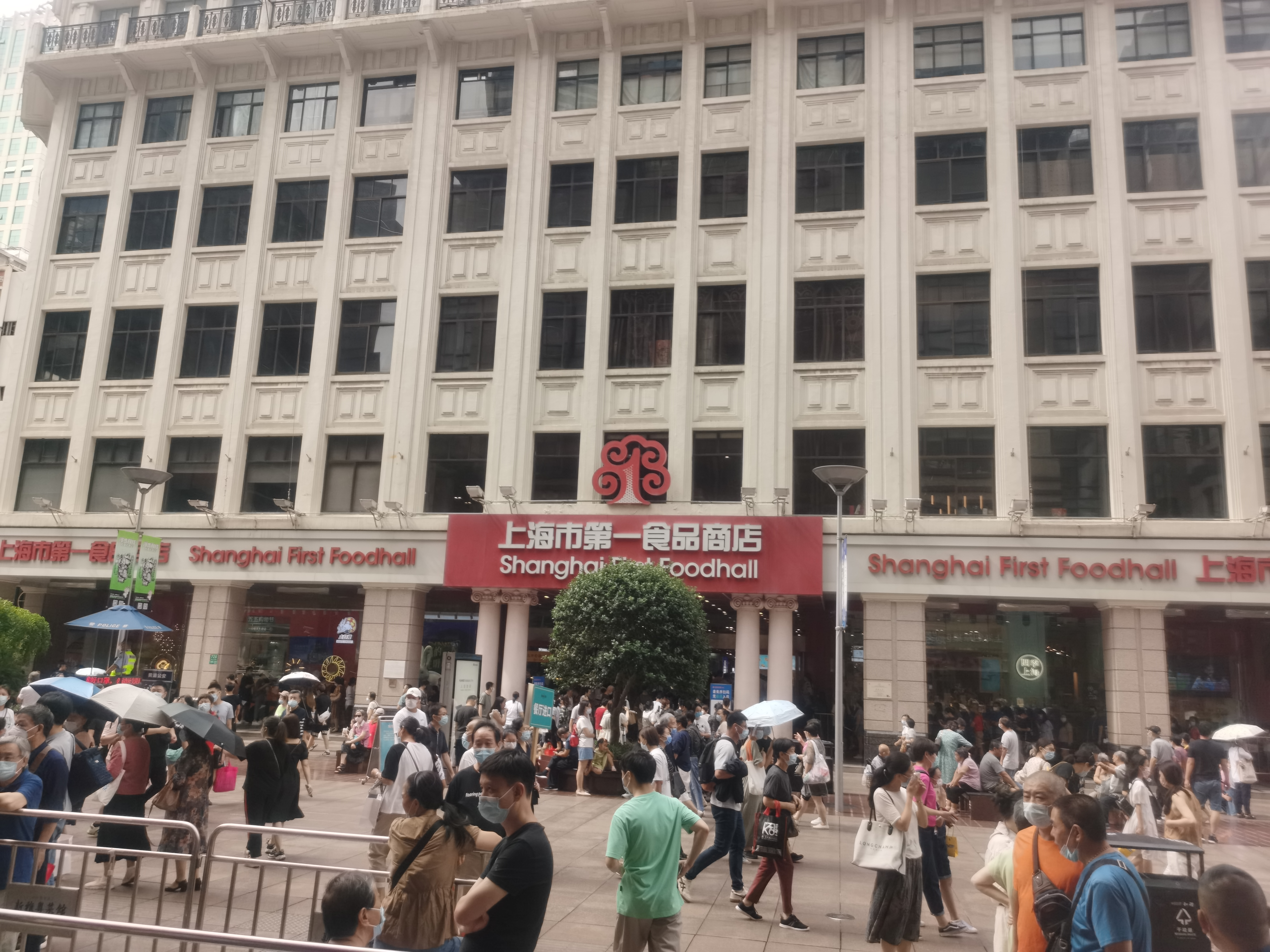
第一食品商店南京路旗舰店

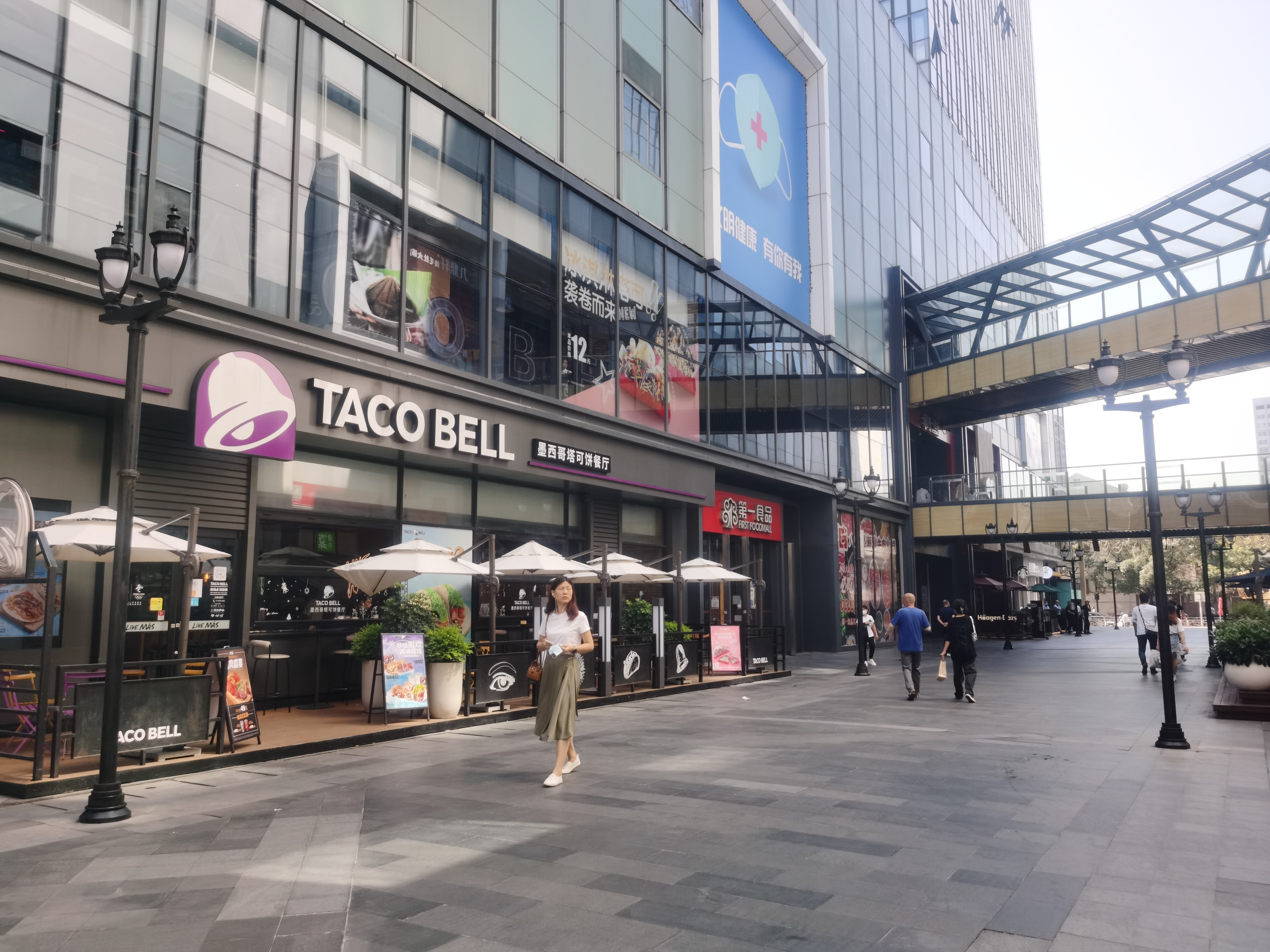
第一食品商店五角场店

上海第一食品商店是中華人民共和國上海市的一家食品零售連鎖企業，第一家商店於1954年在南京路步行街開設，前身为新新公司。1992年7月27日成立上海市第一食品商店股份有限公司，同年9月29日在上海證券交易所上市。2008年10月8日，上海市第一食品商店股份有限公司更名為上海金楓酒業股份有限公司，而原有的食品零售連鎖業務目前則由光明食品（集团）有限公司旗下上海糖业烟酒（集团）有限公司全资子公司上海第一食品连锁发展有限公司運營。

## 外部鏈接
- 上海第一食品连锁发展有限公司（页面存档备份，存于）